# محمدرضا رئوف شیبانی
محمدرضا رئوف شیبانی (زاده ۱۳۳۹) دیپلمات ایرانی و نماینده ویژه وزیر امور خارجه ایران در منطقه غرب آسیا از مهر ۱۴۰۳ است. وی سفیر پیشین جمهوری اسلامی ایران در کشور لبنان، سوریه، تونس و سفیر آکردیته در کشور لیبی بوده‌است.

## زندگی نامه
رئوف شیبانی، پیش از این پژوهشگر ارشد مرکز مطالعات سیاسی و بین‌المللی وزارت خارجه بوده است. کاردار در قبرس، رئیس دفتر حفاظت منافع در مصر، سفیر ایران در بیروت در دوران جنگ ۳۳ روزه، معاون خاورمیانه و مشترک المنافع وزارت خارجه و سفیر ایران در دمشق  به مدت پنج سال، از جمله سمت‌های رئوف شیبانی در دوران فعالیتش در وزارت خارجه است. 

## سوابق حرفه‌ای و اجرایی
- سرپرست سفارت جمهوری اسلامی ایران – نیکوزیا (قبرس)
- رئیس دفتر حفاظت منافع ایران در مصر
- سفیر ایران در لبنان
- معاون خاورمیانه و مشترک‌المنافع وزیر امور خارجه
- سفیر ایران در سوریه[۴]
- سفیر  ایران در تونس[۵]
- سفیر آکردیته ایران در لیبی[۶]